# Nürnberg (Schiff, 1936)
Die Nürnberg war ein Kombischiff des Norddeutschen Lloyd (NDL), das im Zweiten Weltkrieg von der deutschen Kriegsmarine requiriert und als Minenräumschiff eingesetzt wurde. Sie wurde nach dem Krieg unter neuen Namen erst als Auswandererschiff und zuletzt in der Trampschifffahrt verwendet.

## Bau und technische Daten
Das Schiff wurde 1936 vom Bremer Vulkan in Vegesack mit der Baunummer 721 gebaut, lief am 24. März 1936 vom Stapel und wurde am 9. Mai 1936 in Dienst gestellt. Sie war das vierte von insgesamt neun Schiffen einer Baureihe für den Dienst zur südamerikanischen Pazifikküste, den vom NDL und der Hapag gemeinsam betriebenen „Deutschen Westküsten-Dienst“. Bei 138 m Länge und 17,17 m Breite war das Schiff mit 5635 BRT vermessen, und die Tragfähigkeit betrug 7510 tdw. Ein sieben-zylindriger Schiffsdieselmotor von MAN-Vulkan erzeugte 5200 Wellen-PS und ermöglichte über eine Schraube eine Geschwindigkeit von bis zu 15 Knoten.

## Geschichte

### Norddeutscher Lloyd
Die Nürnberg lief am 9. Mai 1936 zu ihrer Jungfernreise nach Valparaíso in Chile aus und fuhr dann bis 1939 im Dienst von Bremen zur südamerikanischen Pazifikküste und zurück.

### Kriegsmarine

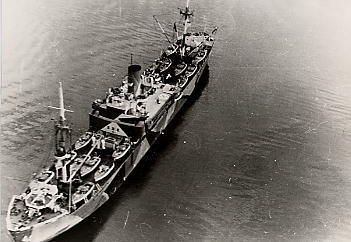
Das ebenfalls als Minenräumschiff genutzte Schwesterschiff Osnabrück

Nach dem Beginn des Zweiten Weltkriegs wurde sie, ebenso wie ihr Schwesterschiff Osnabrück, von der Kriegsmarine requiriert, umgebaut, mit 14 Motorbarkassen zum Minenräumen und mit mehreren Flugabwehrkanonen ausgestattet und am 14. Oktober 1939 unter der Bezeichnung MRS 12 als sogenanntes Minenräumschiff, d. h. als Mutterschiff von vierzehn Minenräumbarkassen in Dienst gestellt. Das Schiff wurde in der Nordsee und in den dänischen Gewässern eingesetzt, später dann in der westlichen Ostsee, vor allem an der pommerschen Küste. Als Mutterschiff führte die Nürnberg selbst keine Minenräumarbeiten aus, sondern setzte zu diesem Zweck die kleinen, auf Deck mitgeführten Barkassen aus, für deren Besatzungen sie als Wohnschiff diente. In den letzten Kriegsmonaten war die Nürnberg auch an den Verwundeten- und Flüchtlingstransporten der Kriegsmarine über die Ostsee nach Westen beteiligt.

### Auswandererschiff
Bei Kriegsende am 8. Mai 1945 lag das Schiff in Kopenhagen, wo es von den Alliierten in Besitz genommen wurde. Es diente dann zunächst bis 1947 im Deutschen Minenräumdienst. 1947 wurde es als Kriegsbeute Großbritannien zugesprochen und nach kurzzeitiger Nutzung als Depotschiff durch die Royal Navy vom Ministry of Transport übernommen und zum Verkauf ausgeschrieben. 1948 wurde das Schiff von Henry P. Lenaghan & Sons Ltd. in Belfast gekauft, die es in Dundalk Bay umbenannten und durch ihre in der Küsten- und Trampschifffahrt tätige Irish Bay Lines bereederten. Die Irish Bay Lines sicherte sich einen Vertrag mit der International Refugee Organization (IRO) zur Beförderung von Displaced Persons und ließen das Schiff 1948/49 in Triest zum Auswandererschiff mit Platz für 1025 Personen umbauen. Die bisherigen Laderäume wurden zu sehr spartanischen Aufenthalts- und Schlafräumen für Auswanderer umgebaut, während die Decksaufbauten nur wenig vergrößert wurden. Das Schiff war nun mit 7105 BRT vermessen.
Zwischen dem 15. März 1949 und dem 17. Oktober 1950 unternahm die Dundalk Bay insgesamt acht Fahrten von Westeuropa nach Australien bzw. Neuseeland:
| Abreise          | Von         | Nach       | Ankunft            | Passagiere |
| ---------------- | ----------- | ---------- | ------------------ | ---------- |
| 15. März 1949    | Triest      | Sydney     | 16. April 1949     | 1028       |
| …                | Triest      | Wellington | 26. Juni 1949      | 941        |
| 12. August 1949  | Triest      | Melbourne  | 14. September 1949 | 1024       |
| 20. Oktober 1949 | Neapel      | Melbourne  | 21. November 1949  | 1019       |
| Januar 1950      | Neapel      | Melbourne  | 31. Januar 1950    | 1018       |
| 4. März 1950     | Neapel      | Fremantle  | 29. März 1950      | 1019       |
| Mai 1950         | Bremerhaven | Fremantle  | 18. Juni 1950      | 1018       |
| September 1950   | Bremerhaven | Newcastle  | 17. Oktober 1950   | 1018       |

Bei der Rückfahrt von der siebenten Fahrt nahm die Dundalk Bay 1014 polnische DPs in Mombasa (Kenia) an Bord, lief von dort am 12. August 1950 aus und erreichte am 1. September 1950 Kingston upon Hull, wo die DPs am nächsten Tag ausgeschifft wurden.

### Letzte Jahre
Mitte 1951 wurde das Schiff wieder zum Frachtschiff umgebaut und dann von der Irish Bay Lines in der Trampschifffahrt eingesetzt. 1953 wurde es an Duff, Herbert & Mitchell Ltd. aus London (Manager J. A. Billmeir & Co., London) verkauft. 1957 erfolge eine Umbenennung in Westbay. Das Schiff fuhr weiterhin als Trampfrachter. Nachdem das Schiff am 3. Juni 1960 vor Bordeaux einen Propellerschaden und im Herbst auch noch schwere Unwetterschäden erlitten hatte, wurde es nicht wieder repariert, sondern am 15. Oktober 1960 in die Mündung des Tyne geschleppt und dort aufgelegt. Im August 1962 wurde die Westbay zum Abwracken an die Eisen und Metall AG verkauft; am 2. September 1962 kam sie bei der Abwrackwerft in Hamburg an.